# Castleton Lyons
Castleton Lyons, mer känt som Castleton Farm är ett stuteri beläget i Lexington i Kentucky i USA. Stuteriet grundades redan 1793, och några av stuteriets uppfödningar innefattar bland annat Victory Song som blivit invald i Harness Racing Museum & Hall of Fame, samt segrarna av Hambletonian Stakes, Hoot Mon (1947), Emily's Pride (1958) och Speedy Scot (1963)

## Historik
Stuteriet grundades 1793 då John Breckinridge köpte 2 467 tunnland mark och på en del av den etablerade avel för engelska fullblod. Efter hans död överfördes egendomen till hans dotter Mary Ann, den dåvarande fru David Castleman som så småningom byggde en herrgård på hästgårdsplatsen och gav den efternamnet. Castleton Farm fortsatte med fullblodsavel, men började även föda upp amerikanska standardhästar och american saddlebred.
Passgångarna Bret Hanover och Niatross, som båda tagit titeln Triple Crown of Harness Racing for Pacers, har varit verksamma som avelshingstar på stuteriet.